# Молчаново (Большеболдинский район)
Молчаново — село в Большеболдинском районе Нижегородской области. Административный центр Молчановского сельсовета. Население 161 (2010) человек

## Общая физико-географическая характеристика
Географическое положение
По автомобильным дорогам расстояние до областного центра города Нижнего Новгорода составляет 200 км, до районного центра села Большого Болдино — 21 км. Абсолютная высота 157 метров над уровнем моря.
Часовой пояс
Молчаново, как и вся Нижегородская область, находится в часовой зоне МСК (московское время). Смещение применяемого времени относительно UTC составляет +3:00.

## История
В «Списке населенных мест» Нижегородской губернии по данным за 1859 год значится как владельческое село в первом стане Сергачского уезда при речке Альзе в 50 верстах от Сергача. В селе насчитывалось 73 двора и проживало 645 человек (292 мужчины и 353 женщины). Функционировали две православные церкви.

## Население
| 1999 | 2002 | 2010 |
| ---- | ---- | ---- |
| 212  | ↘190 | ↘161 |

Национальный состав
Согласно результатам переписи 2002 года, в национальной структуре населения русские составляли 96% из 190 человек.